# Melchior Schwoon (Unternehmer, 1809)
 Melchior Schwoon  sen. (* 17. Oktober 1809 in Bockhorn (Friesland); † 11. November 1874 in Bremerhaven) war ein deutscher Unternehmer.

## Biografie
Schwoon war der Sohn eines Landwirtes und Holzhändlers. Sein Enkel war Melchior Schwoon jun. (1871–1956). Schwoon absolvierte eine kaufmännische Lehre bei einer Berliner Firma. Seit 1831 wohnte er in Lehe und gründete ein Speditions- und Kommissionsgeschäft. Er wurde britischer Vizekonsul, war Mitgründer der Geestemünder Bank und 1851 Mitglied des Gemeindevorstandes in Lehe. Seit 1848 war er Mitglied der Bremischen Bürgerschaft. 
Der Maurermeister Eits in Lehe baute um 1840 einen einfachen Wasserturm und eine Wasserleitung nach Bremerhaven. Bald reichte das nicht aus, um Bremerhaven zu versorgen.
1852 gründete Schwoon, zusammen mit dem Kapitän Köper und dem Bierbrauer Aschoff, durch die Firma Schwoon, Köper & Co. (später Schwoon & Co.), ein dampfbetriebenes Wasserwerk in Lehe direkt neben der Wasserkunst von Eits. Der neugotische Wasserturm (auch Schwoonscher Wasserturm genannt) im heutigen Stadtpark an der Hafenstraße wurde 1852/53 nach einem Entwurf des Bremer Architekten Simon Loschen (1818–1902) errichtet und ist ein denkmalgeschütztes Wahrzeichen in Lehe. 
Die Konkurrenz zwischen Eits und Schwoon endete mit einer Heirat zwischen Angehörigen beider Familien. 1870 kam es zu einem Zusammenschluss der beiden Wasserversorger.

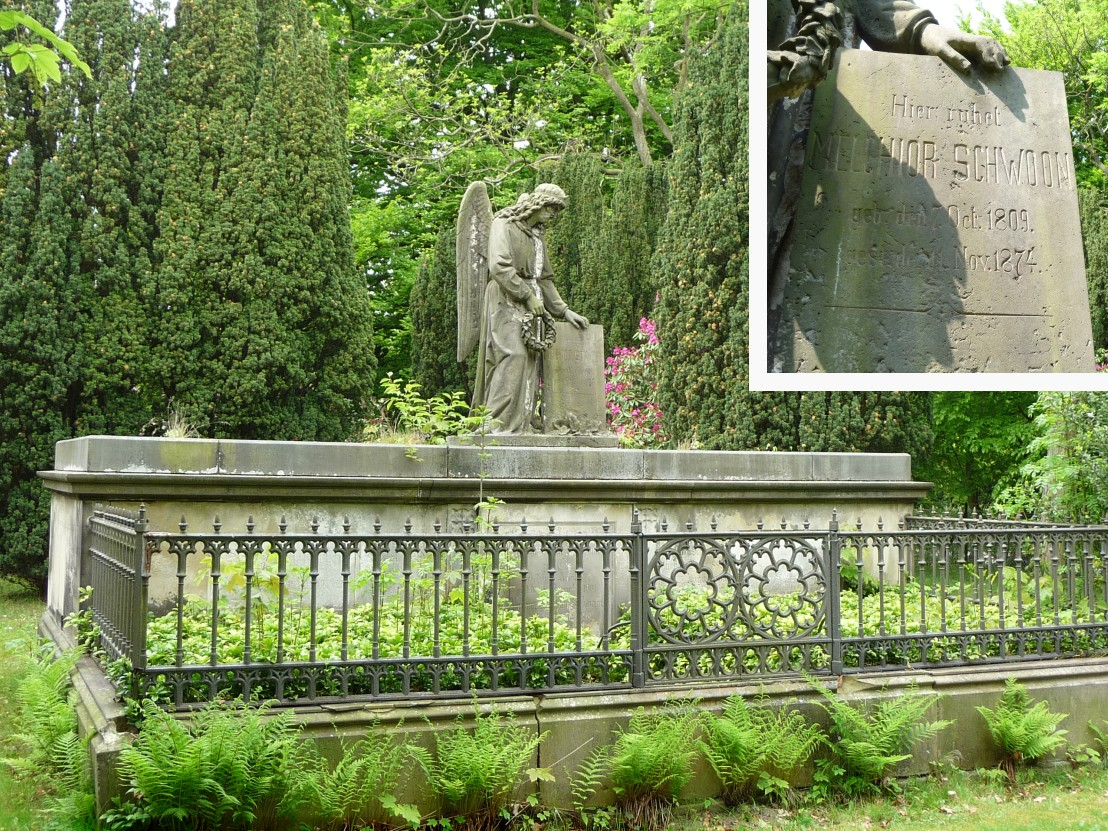
Familiengruft von Melchior Schwoon auf dem Friedhof Lehe I in Bremerhaven

Von 1864/65 war Schwoon einer der Bauherren der Bürgermeister-Smidt-Gedächtniskirche (Große Kirche) in Bremerhaven.
Melchior Schwoon wurde auf dem Friedhof Lehe I in Bremerhaven in einer großen Familiengruft beigesetzt (→Lage).

### Ehrungen
Die Melchior-Schwoon-Straße in Bremerhaven-Lehe wurde nach ihm benannt.